# نوده (آبیک)
نوده روستایی از توابع بخش مرکزی شهرستان آبیک و طالقان در حد فاصل استان تهران و استان قزوین ایران است.

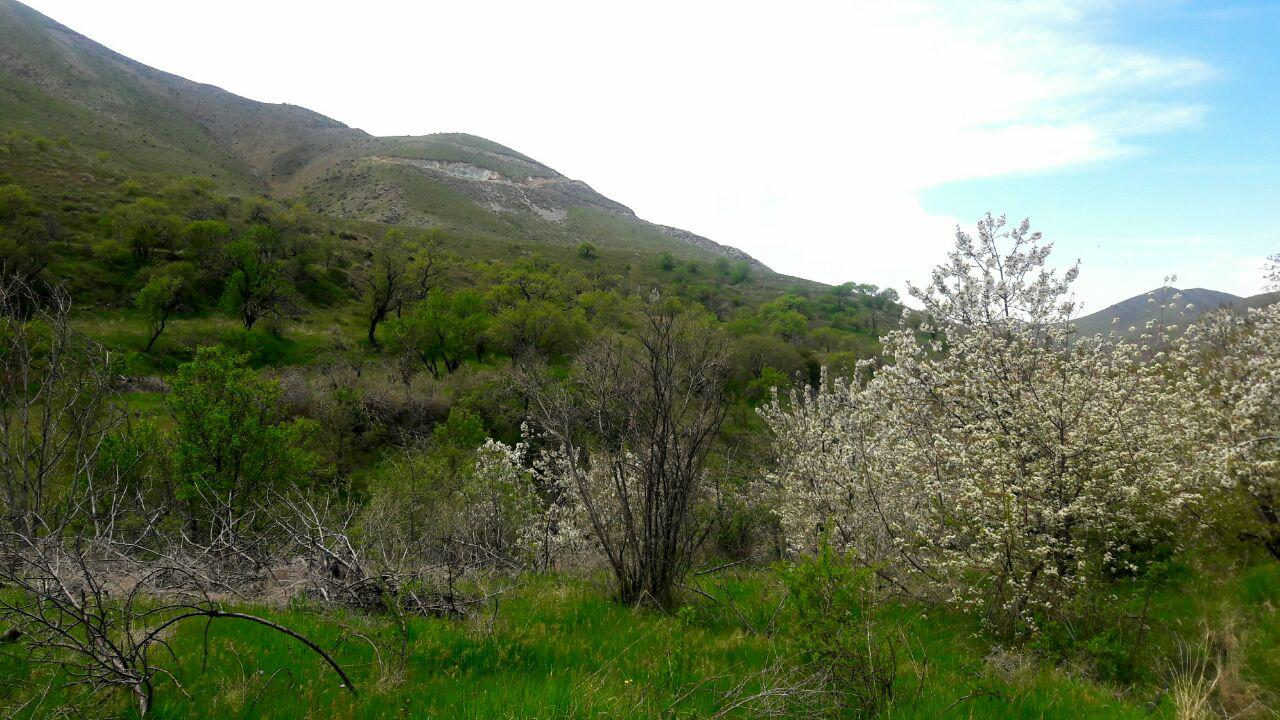

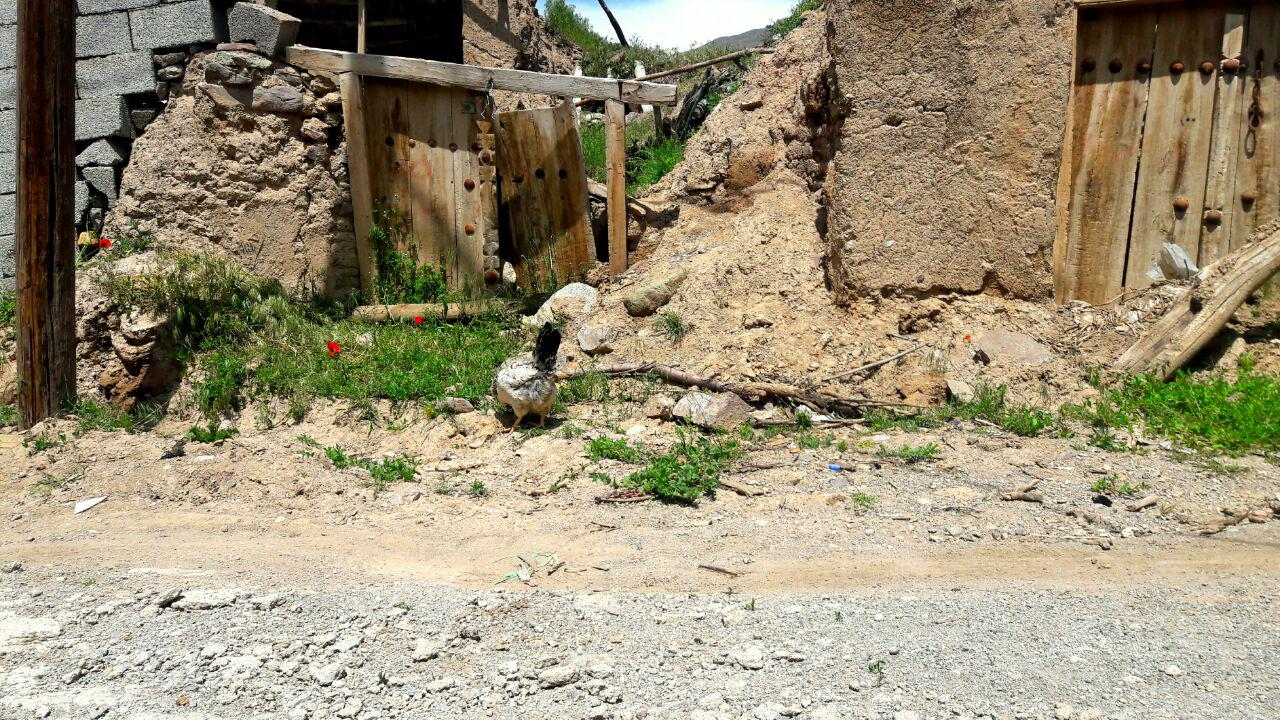

این روستا در فاصله حدودی ۱۰۰ کیلومتری از شهر تهران و کمتر از ۵۰ کیلومتری قزوین واقع شده است، که با خودروی سواری می‌توان از قزوین این مسافت را در زمانی کمتر از ۱ ساعت پیمود. فاصله این روستا از اتوبان تهران - قزوین در حدود ۱۶ کیلومتر می‌باشد. مسیر آن جاده‌ای است فرعی که از روستای کوندج واقع در حد فاصل بین شهرک حصارک و نیروگاه حرارتی شهید رجایی از اتوبان و جاده اصلی کرج -قزوین به سمت شمال اتوبان جدا شده و پس از گذشتن از روستاهای انجیلاق و شکرناب به روستاهای نوده و کیاده که در کنار هم قرار دارند می‌رسد. این روستا دارای چشم‌اندازهای زیبای کوهستانی در بلندی‌های خود بوده و برخی بناهای تاریخی روستا به زمان ایلخانی برمی‌گردد. نوده با توجه به جایگاه جغرافیایی آن بیشتر مناسباتش با قزوین بوده و از نظر تقسیمات کشوری از توابع شهرستان آبیک استان قزوین می‌باشد؛ اما از دید فرهنگی و اجتماعی، زبان تاتی، آداب و رسوم، باورها و سنت‌ها، شیوه و سبک زندگی بخشی از طالقان است. زبان تاتی یکی از گویش‌های بسیار قدیمی و پیشینه‌دار است و مردم منطقه خود را جزو پایین طالقان می‌دانند. در پی کارهایی که زمان صفویه، قاجاریه و از دوره مشروطه در راستای گسترش نفوذ حکومت در سرتاسر کشور صورت گرفت، دگرگونی‌هایی در مدیریت روستایی از جمله طالقان در منصب کدخدایی و ساختار و کارکردهای آن پدید آمد. در نوشته‌های تاریخی و ادبی سده سوم و چهارم، برای واژه کدخدا معانی گوناگونی همچون فرد دانا، رئیس خانه و مرد خانه، نگهبان شهر، وزیر و پیشکار بزرگان، معتمد و رئیس هر یک از محلات شهر، متصدی امور روستا ذکر شده است. آخرین کدخدای روستاهای نوده، کیاده و غریب مزرعه از سال ۱۳۱۸ش/۱۹۳۸م کدخدا اصغر بابائی فرزند غلامرضا از نوادگان کدخدا پهلوان سلیمان بود (سازمان اسناد و کتابخانه ملی، سند شماره: ۲۹۱ و۹۸۴). این منصب با پیدایش پهلوی دوم و پس از برپایی قوانینی در سراسر روستاهای طالقان کمرنگ گردید.

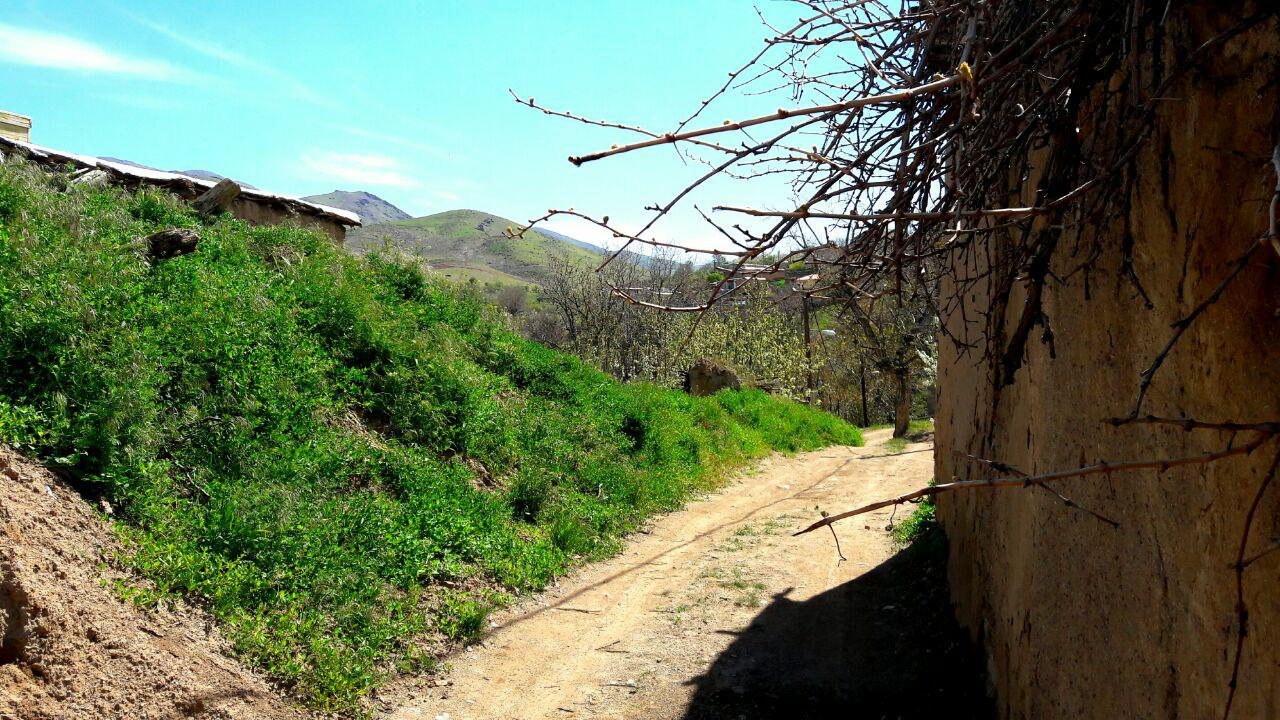

## جمعیت
این روستا در دهستان کوهپایه غربی قرار دارد و بر پایه سرشماری مرکز آمار ایران در سال ۱۳۸۵، جمعیت آن ۱۱۹ نفر (۴۸خانوار) بوده است. این روستا تا سال‌های دهه ۱۳۵۰ حدود ۱۰۰ خانوار و جمعیتی حدود ۵۰۰ نفر داشت که اغلب به کار کشاورزی می‌پرداختند. ولی با روند مهاجرت به شهرها برخی از ساکنان این روستا به ویژه جوانان برای ادامه تحصیلات و کار به تهران یا قزوین کوچ نموده و در شهرها ماندگار شدند، که موجب کاهش جمعیت این روستا گردید. اگرچه هم‌اکنون جمعیت این روستا در بهار و تابستان با پاییز و زمستان همسان نیست. در بهار و تابستان بسیاری از اهالی به روستا می‌آیند، بنابراین جمعیت در این فصول افزایش می‌یابد؛ ولی در پاییز و زمستان دوباره برخی از ساکنان به شهر بازمی‌گردند.

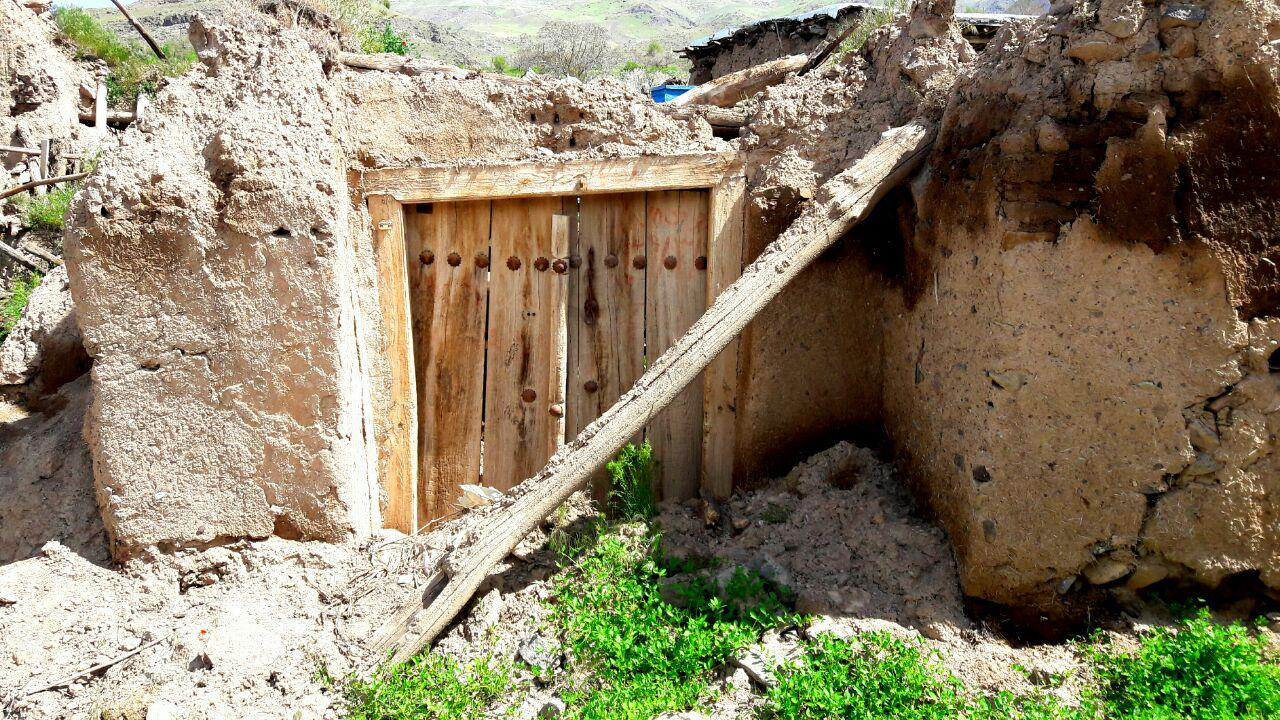

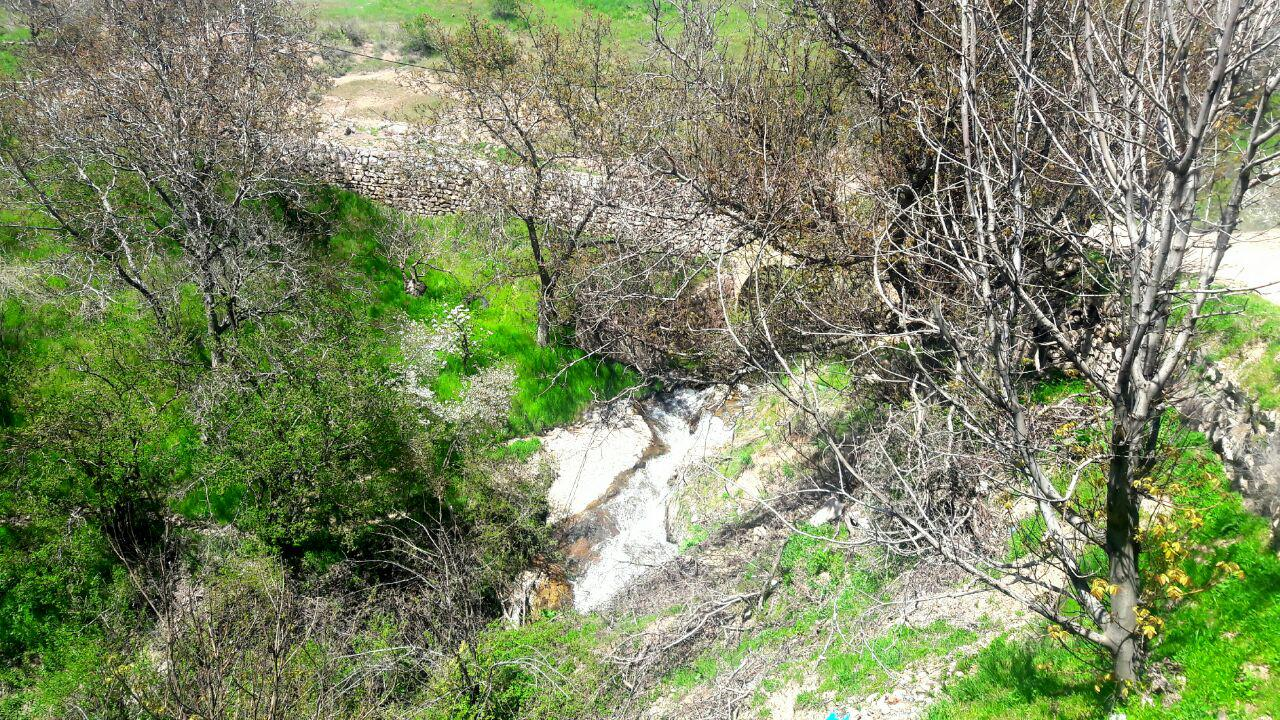

## محصولات کشاورزی نوده
تا سال‌های اواخر دهه ۱۳۵۰ و نیمه نخست دهه ۱۳۶۰ هجری شمسی کشاورزی، باغداری و دامداری در این روستا رونق بسیار داشت. در آن دوره برجسته‌ترین محصولات کشاورزی روستا گندم، جو، لوبیا، نخود و عدس بود که در مزارع آبی و دیمی کشت می‌شد و از مهم‌ترین محصولات درختی روستا نیز می‌توان گردو، بادام، انگور، کشمش و سنجد را نام بود. این محصولات کشاورزی نیاز مردم روستا را برآورده می‌نمود و مازاد آن در بازارهای تهران و قزوین به فروش می‌رفت. سایر نیازهای زندگی اهالی از درآمد فروش این اقلام کشاورزی فراهم می‌شد. از سال‌های پیش از ۱۳۲۰ بخش چشمگیری از این محصولات مانند کشمش و سنجد به دست بازرگانان نوده‌ای با کاروان‌هایی به همراه فرش، گلیم و سایر صنایع دستی طالقان از راه کوه‌ها و گذرهای پرمخاطره از بلایای طبیعی و راهزنان به بازارهای شمالی کشور و استان گیلان صادر و در برابر آن برنج، چای و سایر اقلام دریافت می‌گردید. در سال‌های اولیه دهه ۶۰ و با کاهش بارندگی‌های موسمی کم‌کم کشت محصولاتی که وابستگی بیشتری به آب داشتند کنار گذاشته شدند و مزارع منطقه جای خود را به باغ‌هایی از جمله گیلاس و گردو دادند.

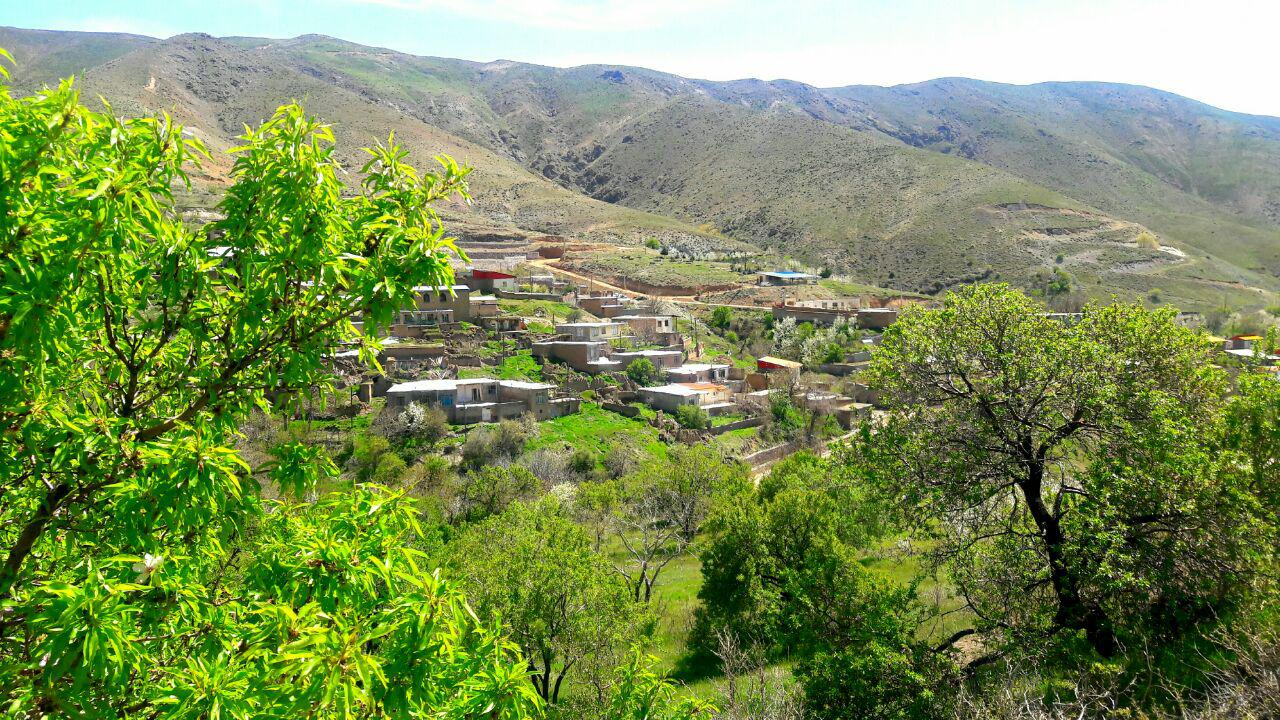

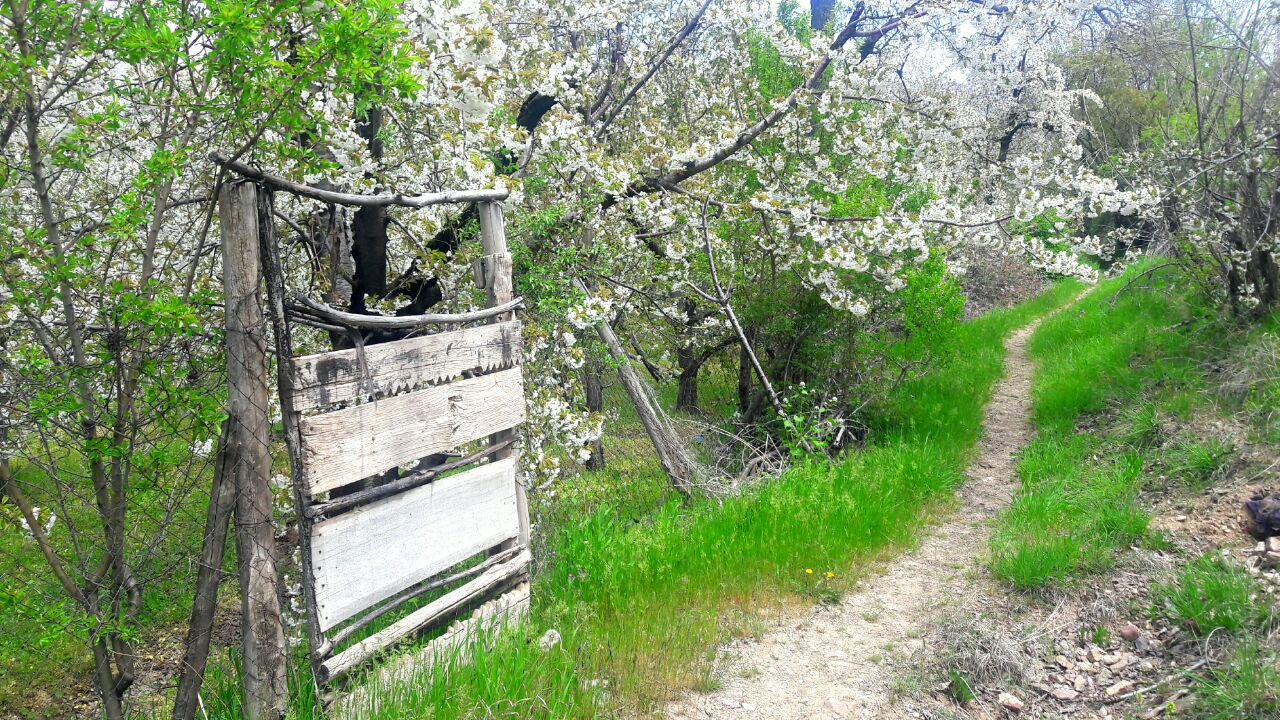

## جاذبه‌های گردشگری و دیدنی‌های روستای نوده
چشم‌اندازهای طبیعی مهم‌ترین و جذاب‌ترین دیدنی‌های این روستاست:
- چشم‌انداز بسیار زیبای روستا (چشم‌اندازی شبیه به ماسوله)
- آبشار زیبای چهارپاش (آبشاری با ارتفاع حدود ۴۰ متر که در فصول پرآبی بسیار دیدنی است. آین آبشار در فصول سرما و یخبندان به یخ شار بسیار زیبا تبدیل می‌شود که بسیار دیدنی است)
- تنگ دره (دره ای صخره‌ای که به دلیل صخره‌ای بودن بسیار باریک است به گونه‌ای که می‌توان پاها را به دو سوی رودخانه چسباند و از روی آب رودخانه حرکت کرد)
- صاف دره (دره ای با آب بسیار شفاف)
- روخانه یا رودخانه (رودخانه بزرگی که با پیوستن چند رود شکل گرفته است. دو سوی این رودخانه باغ و درختکاری است و چشم‌انداز بسیار زیبایی دارد)
- دشتان (باغ‌های گیلاس)
- ترندشت (باغ‌های انگور)
- خرس دره (باغ‌های انگور)
- جن لانی دره (دره لانه‌های جن)
- سیاکول (سیاه کوه)
- چفته (مزرعه باغ انگور با چشم‌اندازی زیبا)
- باغستان انگور جی یری باغان (باغ‌های بالا)
- آبشار زردلجاری سره (آبشاری با ارتفاع حدود ۳۰ متر که در فصول پرآبی آب دارد و بسیار دیدنی است. اما در فصول گرما خشک است و فقط چک چک آب را می‌توان مشاهده کرد)
- کلابن (منطقه ای کوهستانی با صخره ای بسیار بزرگ). این منطقه در فاصله ای دور از روستا قرار دارد و باید کوهنوردی کرد تا به آن رسید.
- شاه سبزه پوش (امامزاده‌ای در دل کوهستان و بر فراز بلندترین قله منطقه با نام کوه عدنان یا کوه شاه سبزه پوش) این منطقه در فاصله‌ای دور از روستا قرار دارد و باید کوهنوردی کرد تا به آن رسید.
- عسلک (منطقه‌ای کوهستانی با چشمه‌ای پرآب و مزارع زیبا) این منطقه در فاصله‌ای دور از روستا قرار دارد و باید کوهنوردی کرد تا به آن رسید.
- پیلا کمر (صخره بزرگ) این منطقه هم در فاصله‌ای دور از روستا قرار دارد و باید کوهنوردی کرد تا به آن رسید.
- و بسیاری از مناطق طبیعی دیگر که البته به دلیل فاصله از روستا به راحتی قابل دسترسی نیست.

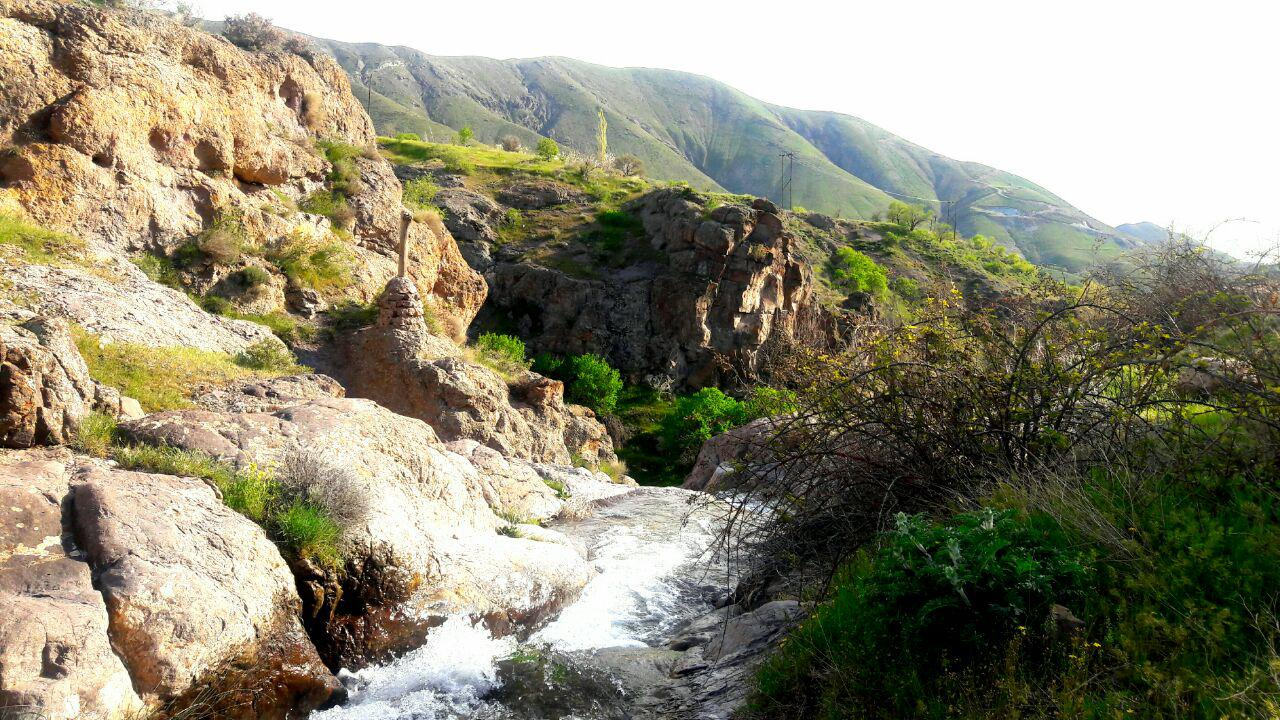

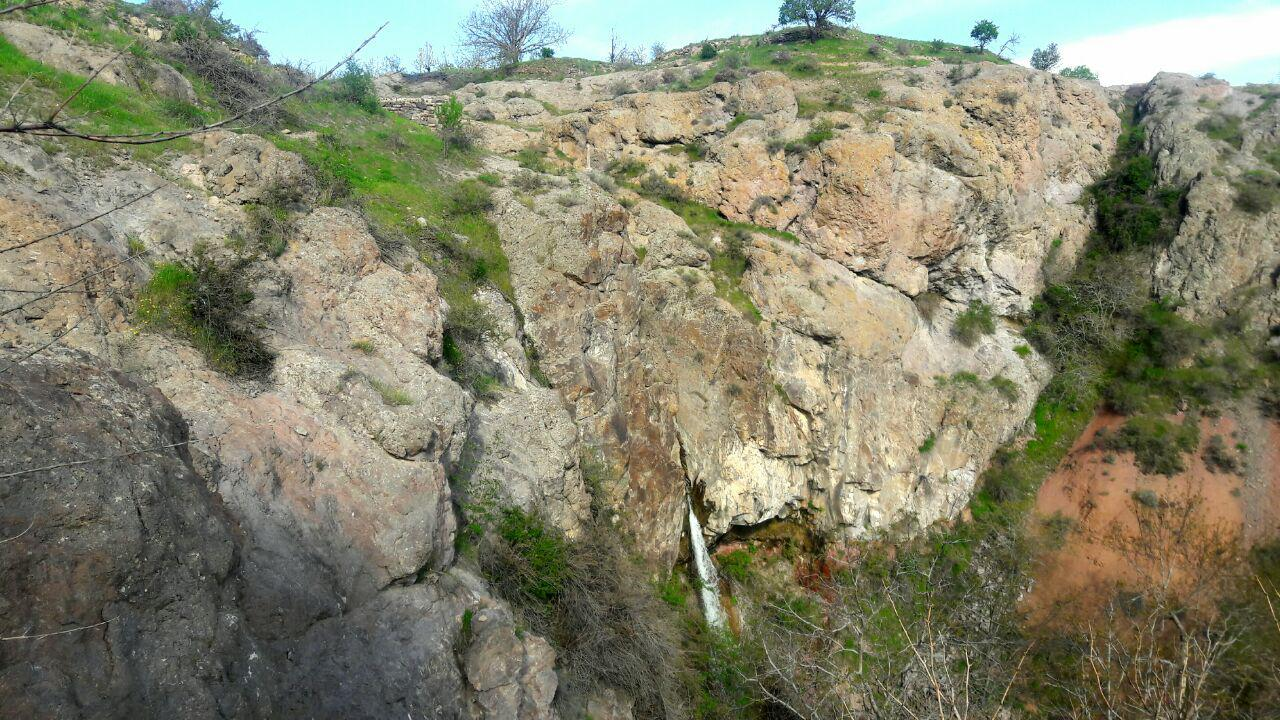

## بازی‌های بومی نوده
در این روستا بازی‌های بومی زیادی رواج داشته که امروزه چندان از آن‌ها خبری نیست. مهم‌ترین بازی‌ها عبارت بودند از:
- آنی مانی (شبیه گرگم به هوا)
- قوایم قوایم (قایم‌باشک)
- الک دلک
- زو
- قیش‌بازی (کمربند بازی)
- گردوبازی (به دو روش مات مات و بازی با قاپ)